# Porzecze (Myślibórz)
Pour les articles homonymes, voir Porzecze.
Porzecze est une localité polonaise de la gmina rurale de Boleszkowice située dans le powiat de Myślibórz en voïvodie de Poméranie-Occidentale. Elle se situe à environ 32 km au sud-ouest de Myślibórz et 78 km au sud de la capitale régionale Szczecin. Sa population est de 46 habitants

## Géographie

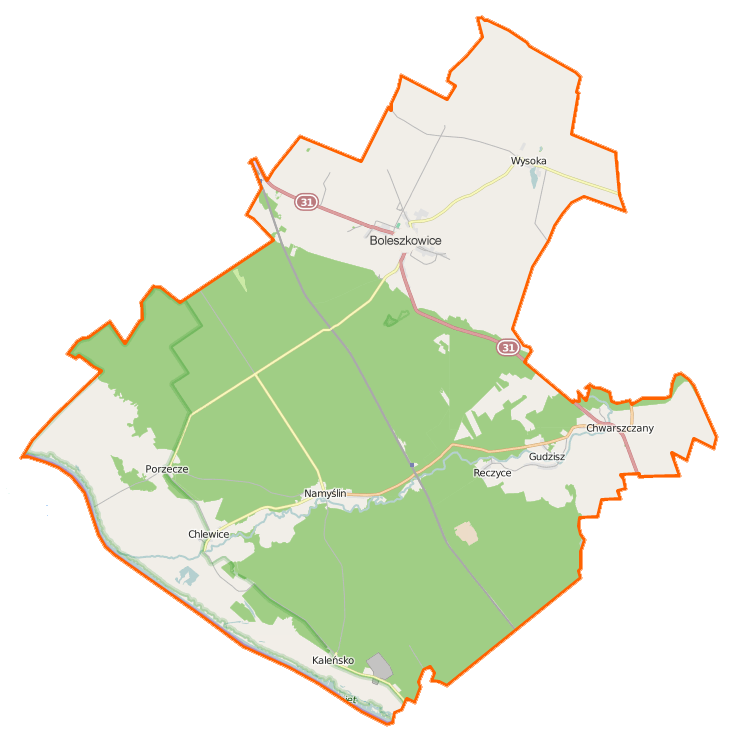
Carte de la gmina de Boleszkowice.